# Момунов Асилбек Манапович
Асилбек Манапович Момунов (8 березня 1966, Фрунзе — 29 березня 1996, Алматинська область) — киргизький футболіст, що грав на позиції півзахисника. Відомий за виступами в низці киргизьких та закордонних клубів, а також у складі збірної Киргизстану. Трагічно загинув у автомобільній аварії на території Казахстану.

## Клубна кар'єра
Асилбек Момунов народився у столиці Киргизстану, яка тоді носила назву Фрунзе, і розпочав займатись футболом у місцевій ДЮСШ. У 1982 році він розпочав грати в команді другої ліги СРСР «Алай» з Оша. У 1987 році Момунов перейшов до складу іншої команди другої ліги «Алга» з Фрунзе, в якому грав до наступного року. Після майже дворічної перерви поновив виступи за «Алгу» в 1990 році, грав у її складі до кінця 1991 року. Після ще однієї перерви у виступах Асилбек Момунов у 1992 році знову грав за клуб із столиці Киргизстану, яку перейменували в Бішкек, а сам клуб отримав назву «Алга-РІІФ», та грав у вищому дивізіоні чемпіонату Киргизстану. У 1992 році нетривалий час грав у болгарському клубі «Хасково», після чого повернувся до клубу «Алга-РІІФ», у 1993 році визнаний кращим футболістом Киргизстану. У 1994 році Момунов грав за узбецький клуб «Пахтакор», а в 1995 році за казахський клуб «Кайнар» з Талдикоргана.

## Виступи за збірну
У 1992 році Асилбек Момунов дебютував у складі збірної Киргизстану, за два роки провів у її складі 9 матчів.

## Загибель
Асилбек Момунов загинув 29 березня 1996 року на території Алматинської області Казахстану, на 32 кілометрі траси Алма-Ата—Талдикорган. Автомобіль, у якому їхали п'ятеро киргизьких футболістів, серед яких було 4 футболістів команди «Кайнар», котрі прямували до Бішкека, на великій швидкості зійшов із траси, та вдарився об дерево. Разом із Асилбеком Момуновим загинули також Канатбек Ішенбаєв та Тагір Фасахов.

## Титули і досягнення
- Чемпіонат Киргизстану: 1992, 1993
- Володар Кубку Киргизстану: 1993
- Кращий футболіст Киргизстану: 1993.